# 목포정명여자고등학교
목포정명여자고등학교(木浦貞明女子高等學校)는 대한민국 전라남도 목포시 양동에 있는 사립 고등학교이다.

## 학교 연혁
- 1903년 9월 15일 : 미국 남장로교 한국 선교회에서 목포여학교로 설립, 개교함
- 1903년 9월 15일 : 초대 서여사 교장 취임
- 1911년 3월 3일 : 정명여학교로 개칭
- 1911년 3월 25일 : 보통과(4년제) 제1회 졸업생 배출(4명)
- 1914년 3월 1일 : 사립 정명여학교로 설립 인가
- 1914년 3월 25일 : 고등과(중학교) 제1회 졸업생 배출
- 1935년 3월 21일 : 일제에 의해 고등과 폐지, 4월 1일 2년제 가사과로 개편
- 1937년 9월 6일 : 일본의 신사 참배 강요를 거부하고 자진 폐교
- 1947년 9월 23일 : 조국 광복으로 재개교 (4년제 목포정명중학원로 복교), 3년제 보육과 병설, 제10대 최섭 교장 취임
- 1949년 5월 3일 : 보육과 1회 졸업 (2년제 13명 배출)
- 1950년 3월 30일 : 정명여자중학교 정식인가(문보 제63호)
- 1962년 7월 20일 : 학교법인 호남기독학원으로 조직변경
- 1962년 12월 31일 : 고등학교 설립인가(인문과 2학급, 가정과 2학급) 받음(문보 제8811호)
- 1963년 3월 1일 : 목포 정명여자고등학교 개교(이봉환 교장 겸임)
- 1964년 5월 26일 : 신축교사 (본과 18개 교실) 낙성
- 1966년 1월 20일 : 고등학교 제1회 졸업(225명)
- 2004년 2월 6일 : 정명관(강당) 준공과 인도 파라곤 학교와 자매결연
- 2004년 2월 10일 : 정명관 준공식
- 2016년 7월 28일 : 기숙사 준공, 글로벌 영어 화상교육(한국-호주 국제교류 수업)
- 2024년 1월 3일 : 고교학점제 학교공간조성 구축
- 2025년 2월 6일 : 제60회 졸업(176명, 총 졸업생 19,762명)
- 2025년 3월 1일 : 제24대 양호복 교장 취임
- 2025년 3월 4일 : 입학식(신입생 182명)

## 참고 자료
- 목포정명여자고등학교 - 한국교육학술정보원 학교알리미